# 施氏冠蜂属
施氏冠蜂属（学名：Schlettererius）是膜翅目冠蜂科的一属寄生性昆虫。已知有3个种。

## 分类
共3种：
- 环足施氏冠蜂 Schlettererius cinctipes
- 赫伯特施氏冠蜂 Schlettererius determinatoris
- 纯丹施氏冠蜂 Schlettererius chundanae